# 江口幹
江口 幹（えぐち かん、1931年2月24日 - ）は、日本のアナキスト・社会主義者、文筆家、翻訳家。

## 経歴
岩手県生まれ。父は鹿児島県出身の軍人。成城中学校中退。
16歳で家出し、新聞社の給仕をしながら平民新聞社でアナキズムに触れ、大阪で日労会議大阪地方会議書記となる。
1949年全日労書記。1950年自由社会主義同盟を結成。1953年交通経済新報社に入る。1960年交通問題調査会で働く。
1965年から1966年フランスに遊学。その後著作・翻訳で活動。

## 著書
- 『方位を求めて』（筑摩書房） 1973
- 『黒いパリ』（筑摩書房） 1974
- 『評議会社会主義の思想』（三一書房） 1977
- 『文明変革の視点』（論創社） 1979
- 『自由を生きる 奇妙な家出少年の歩み』（筑摩書房、ちくま少年図書館） 1980
- 『現代をいかに生きるか 時代認識の方法』（農山漁村文化協会） 1981
- 『疎外から自治へ 評伝カストリアディス』（筑摩書房） 1988
- 『パリ、共生の街 外国人労働者と人権』（径書房） 1990
- 『地中海の五月 日本を考える旅』（径書房） 1993
- 『世界史のなかのニホン軍 戦争と軍隊を知らない世代に』（三一新書） 1995
- 『新共産党宣言 明日の社会像を求めて』（三一新書） 1998
- 『パリ68年5月 叛逆と祝祭の日々』（論創社） 1998

## 翻訳
- 『現代のアナキズム』（ダニエル・ゲラン、三一新書） 1967
- 『エロスの革命』（ダニエル・ゲラン、太平出版社） 1969
- 『現代アナキズムの論理』（ダニエル・ゲラン、三一新書） 1969
- 『プルードン 3 (所有とは何か, 連合の原理)』（長谷川進共訳、三一書房、アナキズム叢書） 1971
- 『現代世界と精神 ヴァレリィの文明批評』（ピエール・ルーラン、法政大学出版局、りぶらりあ選書） 1972
- 『神もなく主人もなく アナキズム・アンソロジー 2』（ダニエル・ゲラン編、河出書房新社） 1973
- 『エコロジーから自治へ』（コルネリュウス・カストリアディスほか、訳著、緑風出版） 1983
- 『社会主義の再生は可能か マルクス主義と革命理論』（コルネリュウス・カストリアディス、三一書房） 1987
- 『社会主義か野蛮か』（コルネリュウス・カストリアディス、法政大学出版局、叢書・ウニベルシタス） 1990
- 『東欧の変革、私たちの変革』（コルネリュウス・カストリアディス、著訳、径書房） 1990
- 『想念が社会を創る 社会的想念と制度』（コルネリュウス・カストリアディス、法政大学出版局、叢書・ウニベルシタス） 1994
- 『迷宮の岐路 4 意味を見失った時代』（コルネリュウス・カストリアディス、法政大学出版局、叢書・ウニベルシタス） 1999
- 『迷宮の岐路 5 したこととすべきこと』（コルネリュウス・カストリアディス、法政大学出版局、叢書・ウニベルシタス） 2007

## 論文
- <江口幹